# Anselm Franz
Anselm Franz (Schladming, Austria, 1900-18 de noviembre de 1994) Ingeniero pionero en la concepción del motor a reacción, conocido por el desarrollo del turborreactor de Junkers Jumo 004 en Alemania durante la Segunda Guerra Mundial, y sus trabajos sobre el ejes de transmisión turbo diseñados en los Estados Unidos en la posguerra. 

## Biografía
Franz estudió ingeniería industrial en la Universidad Técnica de Graz y ganó un título doctoral de la Universidad de Berlín. Franz trabajó como ingeniero de diseño en una compañía en Berlín, en donde él desarrolló el convertidor hidráulico de esfuerzo de torsión. En 1936, se unió a la firma Junkers, y durante gran parte de los años 30 estuvo a cargo de desarrollo de sobrealimentadores y de turbocargadores. En Junkers desarrolló entre 1939 y 1944 el motor a reacción Junkers Jumo 004 para aviones caza, entre ellos el Messerschmitt Me 262, el primer avión de combate a reacción en entrar en servicio.

### Es trasladado a Estados Unidos por la Operación Paperclip
Después de la guerra Franz se trasladó a los Estados Unidos por medio de la Operación Paperclip, y trabajó para la recién formada Fuerza Aérea. 

### Se une al complejo Militar Industrial de Estados Unidos
En 1951 lo emplearon para instalar una nueva división de turbinas en la planta de Lycoming en Stratford, Connecticut. Decidió centrase en las áreas de desarrollo de motores no suministradas en el momento por las compañías más grandes (General Electric y Pratt & Whitney), enfocándose eventualmente en los motores de helicóptero.

### Trabaja con la Bell Helicopters
Su primer diseño, el T53, se encendería como uno de los motores más populares de la historia con base en un eje de transmisión turbo, impulsando a los helicópteros UH-1 Huey, el AH-1 Cobra de Bell, y el avión de ataque a tierra OV-1 Mohawk Él éxito siguió con el T55 más grande, convirtiéndolo más adelante en un motor pequeño turboventilador.

### Vicepresidente de AVCO Lycoming
En los años 60, condujo el desarrollo de un nuevo diseño para su uso en tanques, que se convirtió en el AGT-1500, usado en el M1 Abrams.  Franz se retiró de Avco Lycoming Division en 1968, como vicepresidente. Condecorado con la Medalla Civil Excepcional del Servicio del Ejército de los Estados Unidos , el premio R. Tom Sawyer de la Sociedad Americana de Ingenieros Industriales, y la Gran Condecoración de Honor de Austria.